# Transcontinental-and-Western-Air-Flug 5
Transcontinental-and-Western-Air-Flug 5 (fälschlich auch als Transcontinental-and-Western-Air-Flug 599 bezeichnet) war ein Linienflug der Transcontinental and Western Air am 31. März 1931 von Kansas City, Missouri nach Los Angeles. Das Flugzeug, eine dreimotorige Fokker F.10, stürzte nach Abriss einer Tragfläche in ein Weizenfeld in Kansas. Alle acht Insassen starben, unter ihnen auch der prominente Footballtrainer Knute Rockne.

## Flugplan
Die Maschine mit zwei Besatzungsmitgliedern und sechs Passagieren an Bord startete planmäßig am 31. März 1931 um 9:15 Uhr Ortszeit in Kansas City mit dem Ziel Los Angeles. Eingeplant waren Zwischenlandungen in Wichita/Kansas, Amarillo/Texas, Albuquerque/New Mexico und Winslow/Arizona.

## Flugzeug und Besatzung
Die Maschine war eine dreimotorige Fokker F.10, eine Weiterentwicklung der Fokker F.VII, eines der ersten kommerziell erfolgreichen Passierflugzeuge. Ausgerüstet mit drei Motoren vom Modell Pratt & Whitney R-1340 erreichte die F.10 eine Reisegeschwindigkeit von 198 km/h. Der Eindecker war mit Tragflächen aus Holz, die mit einer speziellen Wabentechnik gefertigt wurden, versehen. Der Flugzeugbauer Anton Herman Gerard Fokker entwickelte zusammen mit seinem leitenden Mitarbeiter Reinhold Platz diese Tragflächen für die Kampfflugzeuge des Ersten Weltkrieges.
Flugkapitän war der 32-jährige Robert Fry, der über eine Flugerfahrung von mehr als den 2.000 Stunden verfügte, die von TWA für ihre neu eingestellten Piloten verlangt wurden. Copilot der Maschine war Jesse Mathias.

## Start nach Wichita
Die Maschine startete Richtung Wichita (Kansas), das etwa 300 km südwestlich liegt. Der Flug sollte etwa 70 Minuten dauern. Die Wetterbedingungen waren unangenehm: In Kansas City herrschte Schneeregen bei Temperaturen um den Gefrierpunkt, Wichita hingegen meldete Sonnenschein. Auf dem Weg nach Wichita musste das Flugzeug eine Kaltfront durchfliegen, bei der Nebel, Eis und eine niedrige Wolkendecke zu erwarten waren.

## Absturz
Copilot Mathias funkte um 10:22 Uhr die TWA-Station in Wichita an, um seine Position durchzugeben. Die Maschine befand sich ca. 50 km nördlich der Ortschaft Cassoday. Der TWA-Mitarbeiter informierte Mathias, dass das Wetter in Wichita gut sei. Mathias gab daraufhin an, dass man auf Grund der sich verschlechternden Wetterlage nach Kansas City zurückkehren wolle. Diese Verschlechterung wurde von einem Postflieger, der 15 Minuten später in Kansas City gestartet war und die Fokker über der Stadt Emporia überholt hatte, bestätigt.
Der nächste Funkspruch der Fokker fand um 10:35 Uhr statt. Mathias gab durch, man versuche nun doch nach Wichita zu fliegen. Zur etwa gleichen Zeit hörte ein Rancher, der in der Nähe der Ortschaft Bazaar sein Vieh fütterte, die Geräusche eines Flugzeuges, das Richtung Wichita flog. Um 10:45 Uhr funkte Mathias wieder an die TWA-Station und bestätigte die Absicht, das ursprüngliche Ziel zu erreichen.
Kurze Zeit später brach die linke Tragfläche der Fokker ab, die Maschine stürzte in ein Weizenfeld in der Nähe von Bazaar. Alle acht Insassen des Flugzeuges kamen ums Leben.

## Untersuchung und Fazit
Untersuchungen des Tragflächenfragments ließen darauf schließen, dass durch Flüssigkeitseinwirkung durch Regen oder Nebel die geleimte Befestigung der Tragflächenwaben geschwächt wurde.

## Reaktionen und Folgen
Der Tod des Footballtrainers Knute Rockne war für die meisten US-Bürger eine Tragödie, so sprach z. B. Präsident Herbert Hoover von einem nationalen Verlust. Durch den Tod des als Nationalhelden verehrten Trainers rückte der Absturz der Maschine in den Fokus der Bevölkerung.
Als erste Reaktion wurden alle dreimotorigen Flugzeuge von Fokker auf dem Boden behalten. Die Tragflächen wurden genau untersucht, in der Folgezeit wurden die hölzernen Tragflächensysteme abgeschafft.
Das öffentliche Interesse führte zu der Forderung nach gründlicherer Untersuchung und Veröffentlichung der Ergebnisse.
Die Luftfahrtindustrie begann, ihre Flugzeuge qualitativ zu verbessern, indem Holz als Baumaterial abgeschafft wurde. Besonders auf die Flugsicherheit wurde das Augenmerk gelenkt.